# Kamenná, Třebíč
Kamenná (tyska: Kamenitz) är en ort i Tjeckien.   Den ligger i distriktet Třebíč i regionen Vysočina, i den centrala delen av landet, 150 km sydost om huvudstaden Prag. Kamenná ligger 452 meter över havet och antalet invånare är 224.
Terrängen runt Kamenná är huvudsakligen platt, men norrut är den kuperad. Terrängen runt Kamenná sluttar söderut.Runt Kamenná är det ganska tätbefolkat, med 134 invånare per kvadratkilometer. Närmaste större samhälle är Třebíč, 14,4 km väster om Kamenná. Trakten runt Kamenná består till största delen av jordbruksmark.